# Província Occidental (Kenya)
La província Occidental és una de les vuit províncies de Kenya. La capital de la província és la ciutat de Kakamega. El 1999 la població estava a 4,334,202 habitants dins d'una àrea de 8,361.km². Està organitzada en quatre divisions: Kakamega, Bungoma, Vihiga, i Busia.

## Geografia
Té característiques físiques diverses, des dels pujols del districte de Bungoma al llac Victòria endins del districte de Busia. El punt més alt de la província occidental és el mont Elgon, mentre que el punt més baix és la ciutat de Busia, al voltant del llac Victòria.

## Clima
El clima és principalment tropical, amb les variacions a causa de l'altitud. El districte de Kakamega és principalment calent i humit, mentre que el districte de Bungoma és el més fred però humit. El districte de Busia és el més calent, mentre que el districte muntanyós de Vihiga és el més fred. La província sencera experimenta una precipitació molt abundant tot l'any.

## Economia
L'agricultura i la ramaderia són l'activitat econòmica principal en la província. El districte de Bungoma és país del sucre, amb una de les fàbriques més grans del sucre del país, així com molins de sucre nombrosos. El conreu de blat també és important. El sector lleter es practica extensament, així com cuidar de l'aviram.